# Marie Gillain
Marie Gillain (Luik, 18 juni 1975) is een Belgisch actrice. Zij won in 1996 de Romy Schneiderprijs voor beloftevol talent en werd genomineerd voor een César in zowel 1992 (voor haar hoofdrol in de tragikomische film Mon père, ce héros), 1996 (hoofdrol in misdaad-dramafilm L'Appât), 1998 (hoofdrol in drama-avonturenfilm Le bossu) als 2012 (hoofdrol in dramafilm Toutes nos envies). Gillain maakte in 1991 haar film- en acteerdebuut in Mon père, ce héros.. Daarin maakte ze het als tienermeisje Véronique haar gescheiden vader André (Gérard Depardieu) moeilijk, door zonder dat hij het weet iedereen op hun vakantieadres wijs te maken dat hij haar oudere minnaar is.
Gillain beviel in 2004 van haar eerste dochter, die ze kreeg met musicus Martin Gamet. Samen met acteur Christopher Degli Esposti kreeg ze in 2009 een tweede dochter.
In 2018 kreeg ze het ereteken van Commandeur in de Kroonorde. Zij is ook ambassadrice voor Plan International België.

## Filmografie
*Exclusief televisiefilms
| - Landes (2013) - Toutes nos envies (2011) - Coco avant Chanel (2009) - La très très grande entreprise (2008) - Magique! (2008) - Les femmes de l'ombre (2008) - La clef (2007) - Ma vie n'est pas une comédie romantique (2007) - Fragile(s) (2007) - Pars vite et reviens tard (2007) - L'enfer (2005) - Tout le plaisir est pour moi (2004) - Ni pour, ni contre (bien au contraire) (2002) | - Laissez-passer (2002) - Absolument fabuleux (2001) - Barnie et ses petites contrariétés (2001) - Laissons Lucie faire! (2000) - Harem suaré (1999) - La cena (1998) - Le bossu (1997) - Un air si pur... (1997) - Le affinità elettive (1996) - L'Appât (1995) - Marie (1994) - Mon père, ce héros (1991) |

- Bibsys: 4048459
- Biblioteca Nacional de España: XX1690251
- Bibliothèque nationale de France: cb14036564d (data)
- Catàleg d'autoritats de noms i títols de Catalunya: 981058519822106706
- CiNii: DA13913764
- Gemeinsame Normdatei: 140506047
- International Standard Name Identifier: 0000 0001 1085 8156
- Library of Congress Control Number: nr98035127
- Nationale Bibliotheek van Tsjechië: xx0163333
- Nationale Bibliotheek van Israël: 987007330773805171
- Nationale Bibliotheek van Polen: a0000002955737
- Nederlandse Thesaurus van Auteursnamen: 148663079
- SNAC: w6bk5r9t
- Système universitaire de documentation: 075939673
- Virtual International Authority File: 117976186
- WorldCat: E39PBJyMjjT4XrxgGpBtJBPxXd